# 李克农 (1950年)
李克农（1950年4月—），男，汉族，广东揭西人，中华人民共和国政治人物，曾任中华人民共和国海关总署副署长、党组成员，中国海关学会会长。